# Gerardo Coque
Gerardo Coque Benavente (Valladolid, 9 marzo 1928 – Valladolid, 5 giugno 2006) è stato un calciatore e allenatore di calcio spagnolo.

## Carriera
In attività giocava come centrocampista. Vinse tre campionati di Segunda División, di cui due con il Real Valladolid e uno con il Racing Santander. È stato il primo calciatore nella storia del Valladolid a essere convocato in nazionale. Disputò anche un incontro amichevole con la nazionale B della Spagna, contro la Germania Est.

## Statistiche

### Cronologia presenze e reti in nazionale
| Cronologia completa delle presenze e delle reti in nazionale ― Spagna | Cronologia completa delle presenze e delle reti in nazionale ― Spagna | Cronologia completa delle presenze e delle reti in nazionale ― Spagna | Cronologia completa delle presenze e delle reti in nazionale ― Spagna | Cronologia completa delle presenze e delle reti in nazionale ― Spagna | Cronologia completa delle presenze e delle reti in nazionale ― Spagna | Cronologia completa delle presenze e delle reti in nazionale ― Spagna | Cronologia completa delle presenze e delle reti in nazionale ― Spagna |
| Data                                                                  | Città                                                                 | In casa                                                               | Risultato                                                             | Ospiti                                                                | Competizione                                                          | Reti                                                                  | Note                                                                  |
| --------------------------------------------------------------------- | --------------------------------------------------------------------- | --------------------------------------------------------------------- | --------------------------------------------------------------------- | --------------------------------------------------------------------- | --------------------------------------------------------------------- | --------------------------------------------------------------------- | --------------------------------------------------------------------- |
| 1-6-1952                                                              | Madrid                                                                | Spagna                                                                | 6 – 0                                                                 | Irlanda                                                               | Amichevole                                                            | 1                                                                     |                                                                       |
| Totale                                                                |                                                                       | Presenze                                                              | 1                                                                     |                                                                       | Reti                                                                  | 1                                                                     |                                                                       |

## Palmarès

### Calciatore

#### Competizioni nazionali
- Segunda División (Spagna): 3

Real Valladolid: 1947-1948, 1958-1959
Racing Santander: 1959-1960